# Ietsisme
Ietsisme is de naam voor een geloof in een onbepaalde metafysische kracht. Ietsisme is een algemene term voor uiteenlopende overtuigingen waarbij mensen "aannemen" dat er "iets" is "tussen hemel en aarde", zonder een welbepaalde religie aan te hangen. Een ietser of een ietsist kan worden gezien als een gelovige, die echter traditionele beelden van goden links laat liggen, maar voor zijn zingeving behoefte houdt aan iets transcendents dan wel gelooft dat er aan al het bestaande een transcendente en absolute, maar onbenoembare kracht ten grondslag ligt.

## Samenvatting

### Oorsprong van de term
De term kreeg in Nederland bekendheid door een column van biomedisch wetenschapper Ronald Plasterk in het tijdschrift Intermediair  van 20 november 1997:

Zodra je aan de orthodoxie gaat rammelen, glij je met een niet te stoppen vaart de kerk uit, en kom je onvermijdelijk terecht in het atheïsme, of het 'ietsisme'. Dat laatste is, blijkens gepubliceerd onderzoek, de religie van de meerderheid der nu levende Nederlanders: het geloof dat er 'toch iets moet zijn', omdat het zo'n akelig idee is dat het leven geen zin en geen vervolg zou hebben. (...) Het ietsisme is een vrij diffuse religie, de aanhangers wekken niet de indruk dat ze er dagelijks of zelfs maar wekelijks mee bezig zijn, maar daartoe aangezet vatten ze hun beeld ongeveer als volgt samen: 'Er moet toch iets zijn? Het zou toch jammer zijn als er verder niets was. Na de dood helemaal afgelopen, dat lijkt me zo kaal.

 Plasterk vond ietsisme aanvankelijk een 'religieus armzalig en irritant tijdsverschijnsel'. Hij kwam hier in 2005 op terug, waarbij hij ietsisten stelde tegenover "fundamentalisten die burgers opblazen, kolonisten die land claimen omdat ze daar volgens hun heilige boeken recht op hebben en een Amerikaanse president die Intelligent Design naast de Evolutietheorie ziet staan".

### Ietsers
Ad Verkuijlen beweerde in 2007 een jaar eerder dan Plasterk hetzelfde fenomeen te hebben omschreven met het woord ‘ietsers’: "Steeds minder mensen voelen zich betrokken bij een kerk. Het aantal mensen dat gelooft 'aan een hogere macht die verder onbenoemd bleef' stijgt echter gestaag; sinds 1991 met 2% naar 22%. Aldus het Sociaal en Cultureel Rapport 1996. Het is een nationale epidemie. Iedereen kent er wel een paar. Op de vraag of zij in een (christelijke) God geloven, antwoorden zij: ‘Nee, maar er moet wel iets zijn!’" In een stuk in de Volkskrant in 2003 weersprak Verkuijlen dat Plasterk de term had gemunt.

## Kenmerken
In tegenstelling tot het klassieke agnosticisme, dat eerder negatief staat tegenover religieuze overtuigingen (niet geloven wat men niet kan weten), blijft het ietsisme daar eerder positief tegenover staan (er is veel meer dan we kunnen weten). Het is een vorm van religieuze vrijzinnigheid of religieuze onkerkelijkheid. De invulling daarvan kan variëren van een christelijk godsbeeld van een "kracht" die buiten de wereld staat tot een boeddhistisch wereldbeeld met "krachten" die in de wereld bestaan. Het is ook mogelijk de keuze tussen beide open te laten. Daarmee lijkt ietsisme op de wijze hoe er omgegaan wordt met het abstracte symbool Opperbouwmeester van het Heelal van de vrijmetselarij, waar iedere vrijmetselaar zijn eigen invulling aan mag geven — als hij het kan. Het verschil tussen beide is dat de vrijmetselaar actief het "Iets" (onder)zoekt, maar de ietsist dit niet per se hoeft te doen.

### Van Dale
Het woord ietsisme is opgenomen in de 14e editie van de Dikke Van Dale, die in oktober 2005 is uitgegeven.

## Kritiek
Zowel onder theïsten als de atheïsten roept ietsisme weerstand op, terwijl uit een opiniepeiling van dagblad Trouw uit oktober 2004 naar voren kwam dat ruim een derde van de Nederlanders tot de ietsisten kon worden gerekend.
Deze weerstand zit bij theïsten in het feit dat het geloof in meer of mindere mate wordt ontkend.
Voor sommige overtuigd atheïsten is ietsisme hooguit een irritante manier om met religie om te gaan: men gelooft in een god zoals de christenen, joden, moslims e.a. dat voor ogen hebben of niet.